# Francisco Flamarion Portela
Francisco Flamarion Portela (Coreaú, Ceará; 13 de octubre de 1954) es un político brasileño.
Se presentó, en 2002, a las elecciones a la gobernadoría del estado de Roraima por el Partido Social Liberal derrotando por poco a Ottomar Pinto. Tras las elecciones se afiliaría al Partido de los Trabajadores. Tras poco más de un año como gobernador, fue cesado en 2004 por un escándalo derivado de la compra de votos en las elecciones. En su lugar asumió el puesto Pinto, al ser el segundo candidato más votado.